# Evangelisch-Lutherische Kirche in Tansania
Die Evangelisch-Lutherische Kirche in Tansania (Suaheli Kanisa la Kiinjili la Kilutheri Tanzania (KKKT), englisch Evangelical Lutheran Church in Tanzania (ELCT)) ist ein Zusammenschluss einer Reihe von lutherischen Kirchen in Tansania. Sie ist mit 8,5 Millionen Mitgliedern in 26 Diözesen die zweitgrößte lutherische Kirche der Welt und die größte lutherische Kirche Ostafrikas.

## Geschichte
Die Wurzeln der lutherischen Kirchen in Tanganjika liegen in der Tätigkeit deutscher, amerikanischer und schwedischer Missionsgesellschaften im 19. Jahrhundert, darunter der Berliner Mission, der Leipziger Mission und der Bethel-Mission. Während der britischen Mandatszeit als Tanganjika bestanden hier sieben lutherische Kirchen. Sie schlossen sich 1938 zur Federation of Lutheran Churches in Tanganyika zusammen. Am 19. Juni 1963 fusionierten diese Kirchen zur ELCT.
Zu den bekanntesten Bischöfen gehört Josiah Kibira, der von 1964 bis 1984 Bischof der Nordwest-Diözese und von 1977 bis 1984 Präsident des Lutherischen Weltbundes war.

## Organisation
Der Sitz der Kirche befindet sich in Arusha. Sie finanziert sich überwiegend aus Kollekten und Spenden sowie darüber hinaus durch Projektzuwendungen von Kirchen des Nordens.
Die ELCT wird von einem leitenden Bischof geführt, der auf vier Jahre gewählt wird, und 24 Diözesanbischöfen, die Diözesen mit eigener Verfassung vorstehen. Leitender Bischof der ELCT ist derzeit Bischof Alex Gehaz Malasusa.
In der Kirche arbeiten 1360 Pfarrer (davon 28 aus Übersee), 3000 Evangelisten und 300 Gemeindehelferinnen (Zahlen von 2014). Nicht in allen Diözesen werden Frauen ordiniert.
Beachtlich ist das Wachstum der Kirche, das bei etwa 8 % jährlich liegt.
Die ELCT gehört einer Reihe von Organisationen an:
- Ökumenischer Rat der Kirchen
- Lutherischer Weltbund
- All Africa Conference of Churches (AACC)
- Christlicher Rat von Tansania

Bischöfe
| Zeitraum   | Name                | Anmerkung |
| ---------- | ------------------- | --------- |
| 1964–1976  | Stefano Moshi       |           |
| 1976–1992  | Sebastian Kolowa    |           |
| 1994–2007  | Samson Mushemba     |           |
| 2007–2016  | Alex Malasusa       |           |
| 2016–2023  | Fredrick Onael Shoo |           |
| 2023–heute | Alex Malasusa       |           |

## Arbeit

### Inland
Neben dem spirituellen Angebot engagiert sich die Kirche im Gesundheits- und Bildungswesen des Landes, das sie entscheidend mitträgt. Die ELCT unterhält unterschiedliche Schulformen von der Grundschule bis zur Tumaini-Universität mit theologischen und humanwissenschaftlichen Fakultäten in Makumira, Iringa und Daressalam sowie einer Medizinischen Fakultät. Darüber hinaus sind das
- die Hochschule in Mwika mit Theologen- und Evangelistenausbildung
- das KCMC (Kilimanjaro Christian Medical Centre) in Moshi
- verschiedene Behinderteneinrichtungen, wie etwa die Gehörlosenschulen in Mwanga und Njombe
- ein Lehrerseminar in Uyole/Mbeya
- Sekundarschulen, Bibelschulen, berufsbildende Schulen (Handwerker- und Landwirtschaftsschulen)

Die ELCT ist weiter Träger von 17 Krankenhäusern und über 100 ländlichen Gesundheitszentren. Sie fördert und betreibt Wasserbau- und Landentwicklungsprojekte. Damit ist die tansanische Kirche ein wichtiger Träger der Entwicklungsarbeit und Ansprechpartner für ausländische Mittelgeber.
Die Kirche betreibt einen Rundfunksender, Sauti ya Injili (Stimme des Evangeliums).

### Ausland
Die ELCT unterstützte den Aufbau lutherischer Kirchen in Kenia und in der Demokratischen Republik Kongo.
Die ELCT pflegt eine Partnerschaftsbeziehung zur Evangelisch-Lutherischen Kirche in Bayern, wobei eine Partnerschaftsbeziehung zwischen dem bayerischen Dekanat Coburg und dem Dekanat Chimala in Süd-Tansania (seit 1962) die erste auf Dekanatsebene war. Heute bestehen 30 solcher Partnerschaften.
Die Zusammenarbeit zwischen der ELCT und ihren Partnerkirchen in Europa und den USA geschieht durch ein Forum Lutherischer Missionen, in dem die ELTC, deren 24 Diözesen und 13 Partner aus dem Norden Sitz und Stimme haben. Koordiniert werden die Bereiche Personal, Finanzen, Stipendien, Programme und Projekte.